# 紅児会
紅児会（こうじかい）とは、明治期に結成された大和絵系日本画家の研究団体である。

## 概要
1898年（明治31年）頃、小堀鞆音門下の安田靫彦、磯田長秋、小山栄達らが結成した紫紅会に、1900年（明治33年）松本楓湖門下の今村紫紅が加わり名前を紅児会に改め発足した。
1902年（明治35年）7月に東京の日本橋常盤木倶楽部で第1回展を開く。
その後、小林古径、前田青邨、速水御舟（当時は禾湖の号を使用）等、新鋭画家が次々と入会し、主に歴史画を中心とした意欲的な研究活動と作品の発表を続ける。その活動は画壇に新風を送り込むと共に、大きな注目を受けた。
1913年（大正2年）8月、安田靫彦の発議により第19回展を最後に盛況のまま解散した。
解散後、会員の多くは再興された日本美術院に参加し、中心画家として活躍した。

## 会員（上記以外）
- 石井林響（石井天風）
- 中村岳陵
- 荒井寛方
- 長野草風
- 田中咄哉州